# Wesley Koolhof
Wesley Koolhof (født 17. april 1989 i Zevenaar, Holland) er en tidligere professionel tennisspiller fra Holland. Han var primært dobbeltspiller og sluttede karrieren i 2024, hvor han giftede sig med kæresten gennem flere år, den tyske tennisstjerne Julia Görges.